# Taüll
Taüll és un poble del municipi de la Vall de Boí a l'Alta Ribagorça. Havia pertangut a l'antic terme de Barruera.
Està situat al fons de la vall de Boí, enlairat al costat de llevant. El motor de la seva economia és actualment el turisme. El 2005 tenia 262 habitants.

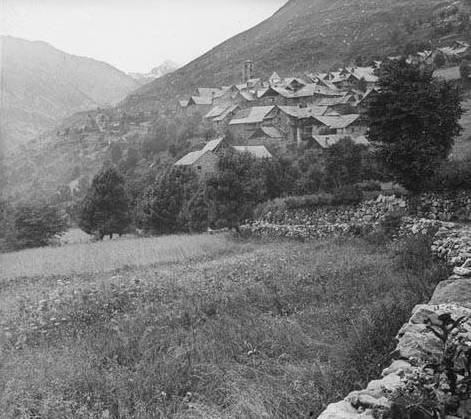
Taüll en una imatge dels voltants de 1980

S'arriba a Taüll per la carretera L-501, que en quasi 4 quilòmetres de forta pujada mena al poble des del fons de la vall de la Noguera de Tor, on es troba la carretera L-500, en el seu punt quilomètric 15,5. Aquesta altra carretera enllaça amb Barruera i amb el Pont de Suert.
El poble de Taüll allotja dues de les esglésies romàniques de la Vall de Boí declarades (Patrimoni Mundial de la Humanitat per la UNESCO el 2000), Santa Maria de Taüll i Sant Climent de Taüll, a més d'una ermita també romànica, lluny del nucli de població, Sant Quirc de Taüll -a redós de la qual ha nascut la urbanització del Pla de l'Ermita- i les restes d'una tercera església en el nucli antic: Sant Martí de Taüll.
A part de les esglésies, Taüll ofereix serveis per als visitants i per a totes les necessitats d'una població acostumada a la vida urbana: supermercats, residències-cases de pagés, hotels, bars i restaurants, botigues de roba i records, un càmping, una petita discoteca, i fins i tot una empresa de guies de muntanya. En l'actualitat, Taüll viu totalment per al turisme, tot i que hi roman una certa activitat ramadera, que era la tradicional d'aquests pobles de muntanya.

## Etimologia
Segons Joan Coromines (op. cit.), el nom de Taüll prové de les arrels iberobasques (a)ta-uri > (a)ta-uli: "el poble de la portella" (de muntanya).

## Geografia
Situat a 1.520 metres d'altitud a la vall de Sant Martí, una petita vall dins de la Vall de Boí. El seu riu més pròxim és el Sant Martí, afluent de la Noguera de Tor. Un barranc que passa pel poble (el barranc de Remediano), el divideix en dos barris, la Guinsa i lo Barri. La Guinsa va de l'entrada del poble fins al barranc, lo Barri, del barranc mateix fins a la part alta del poble.

## Història

### Edat mitjana
Fins a l'any 806 el comte de Tolosa alliberà aquesta regió de la submissió dels musulmans i dels tributs que els havien de pagar. Més tard, la vall de Boí va ser donada al comtat de Pallars, i la seva església depenia de la diòcesi d'Urgell. El 911 es va establir el bisbat de Roda, de vida efímera, en el qual estaven inclosos els comtats de Ribagorça i Pallars. Això va provocar conflictes amb l'església d'Urgell. El 949 es van separar els comtats, i el de Ribagorça va quedar pertanyent al nou bisbat de Roda de Ribagorça, mentre que els de Pallars tornaren al d'Urgell. Els conflictes de tota mena, senyorials i eclesiàstics, foren abundants fins al segle xii, i al final es va assolir una certa estabilitat, fruit de les convinences signades entre comtes i bisbes. Alfons I (el Batallador) fou el primer rei que afavorí uns certs anys de tranquil·litat.
El senyor d'Erill obtingué la jurisdicció dels pobles de la vall, en un moment en el qual les seves intervencions en diverses campanyes militars enriquiren notablement la casa dels Erill. Emprengueren la renovació de les esglésies rústiques de tota la vall, substituint-les per altres de construcció romànica, ricament decorades i amb un esplèndid mobiliari litúrgic. A Taüll es van edificar les esglésies de Sant Climent, Sant Martí (desapareguda per una allau als anys 70, i de la qual només es conserva una part dels absis), i Santa Maria, a més de l'ermita de Sant Quirc de Taüll.

### Edat contemporània
Fins al 1831, any d'extinció dels senyorius, Taüll pertangué als barons, després comtes, d'Erill.
Pascual Madoz parla de Taull en el seu Diccionario geográfico... del 1848. Hi diu que està situat en una petita muntanya de la vall de Boí, que l'arrecera del vent del nord. El clima hi era fred i propens a pulmonies. Constava de 24 cases, inclosa la Casa de la Vila i dues església, totes dues amb el títol de parroquial, ateses per un rector un vicari. Destaca que temps enrere havien arribat a tenir, a més, tres beneficiats. Esmenta el cementiri, dins de la vila, i la capella de San Quilez, situada a la muntanya. Diu que hi havia dues mines de plom, una a la Font de Sant Martí, l'altra a Ginebrell o Mulleres, i una de ferro, que no s'ha explotat.
El terreny és muntanyós, aspre i de mala qualitat, llevat d'algun tros de terra argilosa. Té prats de secà i alguns horts que es reguen amb el barranc de Sant Martí. S'hi produïa sègol, ordi, patates i una mica de llana. S'hi criaven ovelles, vaques i eugues. De cacera, bastant abundosa: llebres, perdius, guatlles i alguns ossos, sengrals i isards. Hi havia un molí fariner. La població era de 13 veïns (caps de família) i 70 ànimes (habitants).

## Llocs d'interès

### Històric
- Església romànica de Sant Climent de Taüll.
- Església romànica de Santa Maria de Taüll.
- Església romànica de Sant Quirc de Taüll.
- Restes de l'església romànica de Sant Martí de Taüll.
- Restes de l'Hàbitat pastoral de les Coves.

### Paisatgístic
- Paisatge de la Vall de Boí des de Taüll
- Paisatge general des del Pla de l'Ermita
- Paisatge general des de l'Estació d'esquí Boí-Taüll

## Festes i tradicions

### Festa Major
Tercer cap de setmana de juliol.
- Divendres: Baixada de falles

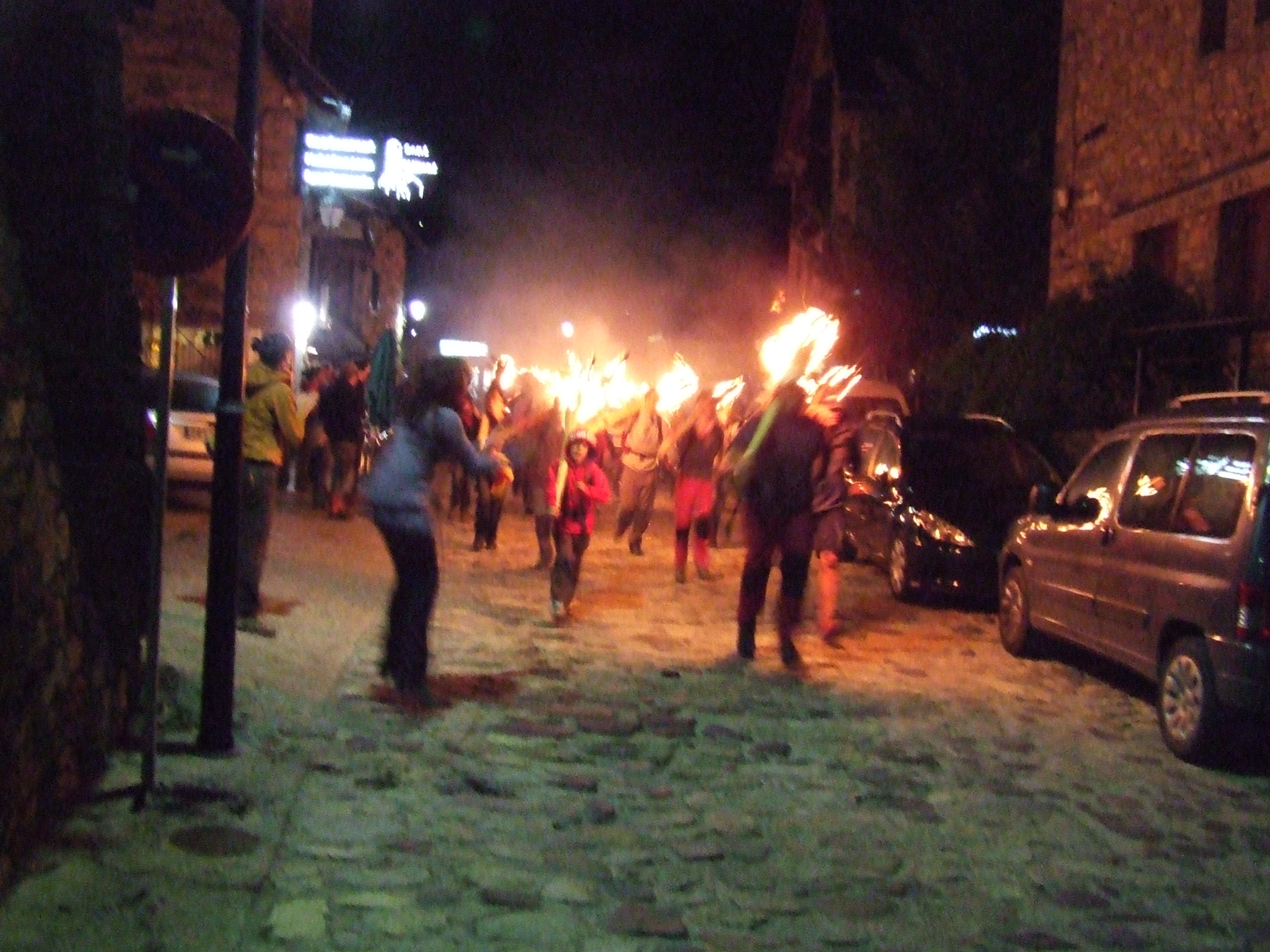
Baixada de falles del 2009

- Dissabte: Activitats i nit de festa
- Diumenge: Ball de Sant Isidre i la Pila, i Ball Pla

## Serveis turístics
En primer lloc, cal esmentar els serveis de cara al turisme derivats de la declaració de les esglésies romàniques de la Vall de Boí per la UNESCO. Arran d'aquesta declaració, s'ha construït un Centre d'interpretació del romànic a Erill la Vall, que ofereix una visita amb modalitat de lliure i guiada a la totalitat de les esglésies incloses en el catàleg. És una de les visites més recomanables del municipi i de la comarca. A Taüll es troben les esglésies de Santa Maria de Taüll i Sant Climent de Taüll, en aquest catàleg.
L'oferta turística a Taüll és ampla i variada. A més, es desdobla en campanya d'hivern, enfocada de cara a l'esquí, i d'estiu, enfocada de cara a la muntanya i al turisme familiar de vacances.
La llista d'establiments d'allotjament és ampla:
Hotels i pensions:
- Hostal rural Santa Maria, Hotel rural el Xalet de Taüll, Hotel el Rantiner, La Bordeta, Pensió la Coma, Pensió Montiberri, Pensió Sant Climent.

Pel que fa a residències de turisme rural, es poden trobar:
- Casa Baró, Casa Casolà, Casa Corral, Casa Moliner, Casa Moneny, Casa Plano Minguero, Casa Valentí, Casa Xep.

Pel que fa a apartaments turístics i aparthotels:
- Apartaments Petic Saüc.

De càmpings oberts al públic en general, un: Taüll.
Cenyint-se a la restauració, a part dels establiments anteriors que també tenen servei de restaurant obert al públic en general, podem trobar:
- Taüll: El Caliu, El Fai, Llesqueria l'Empriu, Mallador, Sant Climent, Sedona

A més, cal comptar amb establiments semblants a diversos pobles de la vall i dels voltants, dins del terme del Pont de Suert, sobretot.
Finalment, caldria destacar tot d'establiments dedicats a l'explotació turística de l'esquí i de la muntanya, des de botigues d'esports, a empreses dedicades a l'ensenyament de l'esquí o a la promoció dels esports d'aventura.